# Charles Athanase Walckenaer
Charles Athanase Walckenaer [ejtsd: válknár] (Párizs, 1771. december 25. – Párizs, 1852. április 28.) báró, francia természettudós, politikus, tudományos író. Zoológiai szakmunkákban nevének rövidítése: „Walckenaer”.

## Élete
Egyetemi tanulmányait Oxfordban és Glasgow-ban végezte. 1838-ig különböző közigazgatási hivatalokat viselt, azon túl mint magánzó, kizárólag a tudománynak szentelte idejét. 1823-ban bárói rangot kapott. Az Académie des inscriptions et belles-lettres tagja.

## Nevezetesebb munkái
- Histoire de la vie et des ouvrages de Lafontaine (Párizs, 1820, 2 kötet, 4. kiadás 1858)
- Histoire de la vie et des poésies d'Horace (uo. 1849, 2 kötet)
- Mémoires touchants la vie et les écrits de la marquise de Sévigné (uo. 1842–52, 5 kötet)

### Regényei
- L'île de Wight, ou Charles et Angelina (Párizs, 1799)
- Histoire d'Eugénie (uo. 1803)
- Lettres sur les contes de fées (1826)
- Vie de plusieurs personnages célèbres (2 kötet, Laon, 1830)

### Földrajzi művei
- Cosmologie, ou Description de la terre considérée dans ses rapports astronomiques, physiques, historiques et civils (1815)
- Le monde maritime (1818, 4 kötet)
- Recherches sur la géographie ancienne et celle du moyen-age (1822–23)
- Histoire générale des voyages (1826–31, 21 kötet)
- Géographie ancienne des Gaules (3 kötet, 1839)

### Természettudományi munkái
- Faune parisienne (1805, 2 kötet)
- Histoire naturelle des Aranéides (1805)
- Histoire naturelle des insectes Aptères (4 kötet, 1836–47)